# Fujiwara no Atsutada
Fujiwara no Atsutada (藤原 敦忠 also 権中納言敦忠, Gonchūnagon Atsutada) (né en 906, mort le 18 avril 943 est un homme de cour japonais de l'époque de Heian, réputé pour ses talents de musicien et de poète de waka. Il fait partie de la liste des trente-six grands poètes et un de ses poèmes est inclus dans l'anthologie bien connue Hyakunin Isshu. Il est aussi connu sous les noms 本院中納言 Hon'in Chūnagon et 琵琶中納言Biwa Chūnagon.
Nombre des poèmes d'Atsutada envoyés à des femmes de la cour nous sont restés et certains sont inclus dans des anthologies officielles telles que le Gosen Wakashū ou dans des ouvrages en prose comme les Contes de Yamato.